# غيلبرت دوسن
غيلبرت دوسن (9 ديسمبر 1916 في المملكة المتحدة - 24 مايو 1969 في المملكة المتحدة)  (بالإنجليزية: Gilbert Dawson)‏ هو لاعب كريكت بريطاني وبريطاني (وحمل سابقاً جنسية المملكة المتحدة لبريطانيا العظمى وأيرلندا). لعب مع نادي مقاطعة هامبشاير للكريكت ‏.

## وصلات خارجية
- غيلبرت دوسن على موقع إي آس بي آن كريك إنفو (الإنجليزية)